# Confianza del consumidor
La confianza del consumidor es un indicador económico que mide el grado de optimismo que los consumidores sienten sobre el estado general de la economía y sobre su situación financiera personal. Cómo de seguras se sienten las personas sobre la estabilidad de sus ingresos determina sus actividades de consumo y por lo tanto sirve como uno de los indicadores claves en la forma general de la economía. En esencia, si la confianza del consumidor es mayor, los consumidores están haciendo más compras, impulsando la expansión económica. Por otra parte, si la confianza es menor, los consumidores tienden a ahorrar más y gastar menos, lo que provoca contracciones en la economía. Una tendencia de varios meses que resulta en una disminución en la confianza del consumidor continuada sugiere que en el estado actual de la economía la mayoría de los consumidores tienen una visión negativa sobre la capacidad para encontrar y conservar buenos empleos.

## Utilización
Los inversionistas, productores, minoristas, bancos y agencias gubernamentales utilizan las diversas evaluaciones de la confianza del consumidor en la planificación de sus acciones. La capacidad de predecir grandes cambios en la confianza del consumidor permite a las empresas medir la disposición de los consumidores para realizar nuevos gastos. Como resultado, las empresas pueden ajustar sus operaciones y el gobierno puede preparar sus políticas fiscales. Si la confianza está cayendo y se espera que los consumidores reduzcan su gasto, en consecuencia la mayoría de los productores tenderán a reducir sus volúmenes de producción. 
Por ejemplo, si los productores anticipan que los consumidores reducirán sus compras al por menor, especialmente para los productos caros y duraderos, estos reducirán sus inventarios por adelantado y pueden retrasar la inversión en nuevos proyectos e instalaciones. Del mismo modo, si los bancos esperan que los consumidores van a disminuir sus gastos, estos se prepararán para la reducción de sus actividades de préstamo, tales como las solicitudes de hipotecas y el uso de tarjetas de crédito. Los constructores se adaptarán a la probable disminución en los volúmenes de la construcción de viviendas, y el gobierno va a estar listo para una reducción de los ingresos por concepto de impuestos. 
Por otra parte, si la confianza del consumidor está mejorando, las personas esperan que aumenten sus gastos en bienes y servicios. En consecuencia, los productores pueden aumentar la producción y los inventarios. Los grandes empleadores pueden aumentar los niveles de contratación. Los constructores pueden prepararse para unas tasas más altas en la construcción de viviendas. Los bancos pueden planear un aumento en la demanda de sus productos de crédito y el gobierno puede esperar una mejora en los ingresos fiscales por el aumento del gasto de los consumidores.

## Estados Unidos
Existen varios indicadores que tratan de rastrear y medir la confianza del consumidor en los Estados Unidos.

### Índice de Confianza del Consumidor
El Índice de Confianza del Consumidor (ICC) es una publicación mensual reproducida por The Conference Board, un grupo empresarial sin fines de lucro desde 1967. El ICC está diseñado para evaluar la confianza en general, la salud financiera relativa y el poder adquisitivo del consumidor promedio de los Estados Unidos. The Conference Board emite mensualmente tres boletines principales: el Índice de Confianza del Consumidor, el Índice de la Situación actual, y el índice de las expectativas.

#### Metodología del ICC
El ICC se basa en los datos de una encuesta mensual a 5.000 hogares de los Estados Unidos. Los datos se calculan para los Estados Unidos en su conjunto y para cada una de las nueve regiones de empadronamiento del país. La encuesta consta de cinco preguntas sobre los siguientes temas:
1. Las condiciones actuales de su negocio.
2. Las condiciones de su negocio para los próximos seis meses.
3. Las condiciones actuales de su empleo.
4. Las condiciones de su empleo para los próximos seis meses.
5. Los ingresos familiares totales para los próximos seis meses.

Después, todas las encuestas se recogen, y las respuestas positivas a cada pregunta se dividen por la suma total de las respuestas positivas y negativas. El valor relativo resultante se utiliza como un valor índice y se compara con cada valor mensual correspondiente al año 1985. Ese año fue elegido como año de referencia, ya que no era ni un máximo ni mínimo en el ciclo económico. Los valores del índice de las cinco preguntas se promedian en conjunto para producir el ICC. El promedio de los valores de las preguntas 1 y 3 forman el índice de la Situación actual, y el promedio de las preguntas 2, 4 y 5 forman el índice de las expectativas.

### Índice del Sentimiento del Consumidor de la Universidad de Míchigan
El Índice del Sentimiento del Consumidor (MCSI) es una publicación mensual reproducida por la Universidad de Míchigan. El MCSI está diseñado para medir las actitudes del consumidor hacia el clima empresarial en general, el estado de las finanzas personales y el gasto de los consumidores. La Universidad de Míchigan comunica tres boletines relacionados cada mes: Índice del Sentimiento del Consumidor (ICS o MCSI), índice de las condiciones económicas actuales (ICC), y el Índice de las expectativas del Consumidor (ICE). Los datos más recientes para ICS han sido publicados por Reuters. El Índice de las expectativas del consumidor es un componente oficial del Índice de los principales indicadores económicos de Estados Unidos.

#### Metodología de la MCSI
El Índice del Sentimiento del Consumidor (ICS) se basa en la encuesta telefónica mensual de los datos domésticos de los Estados Unidos. El índice es la suma total de cinco preguntas sobre los siguientes temas: 
1. Situación financiera personal, ahora y hace un año.
2. La situación económica personal dentro de un año.
3. La condición financiera general de su empresa para los próximos doce meses.
4. En general, la situación financiera de su empresa para los próximos cinco años.
5. La actitud actual hacia la compra de artículos de primera necesidad para el hogar.

El ICS se calcula a partir de las puntuaciones relativas para cada una de las cinco preguntas del índice: el porcentaje de respuestas favorables menos el porcentaje de respuestas desfavorables, por 100. Cada puntaje relativo se redondea al número entero más próximo. Las cinco puntuaciones relativas se suman y la suma se divide por 6,7558 (el período de base 1966) y al resultado se le añade 2 (una constante para corregir cambios en el diseño de la muestra de la década de 1950). El ICC se calcula dividiendo la suma redondeada de las "puntuaciones relativas" de las preguntas uno y cinco por 2,6424, y sumando 2. ICE se calcula dividiendo la suma redondeada de las "puntuaciones relativas" de las preguntas, dos, tres y cuatro por 4,1134 y sumando 2.

### Índice de Confort del Consumidor de la ABC News-Washington
El Índice de Confort del Consumidor de la ABC News-Washington representa una media móvil basada en entrevistas telefónicas a 1000 adultos en todo los Estados Unidos mensualmente. La encuesta se inició en diciembre de 1985. El índice se basa en las calificaciones de los consumidores de la economía, el clima para comprar y las finanzas personales.

#### Metodología del Índice de Confort del Consumidor
El Índice de Confort del Consumidor realiza tres preguntas sobre los siguientes temas: 
1. La economía nacional, ("como se puede describir la situación de la economía del país en estos días: excelente, buena, no tan buena, o mala?"
2. Sobre las finanzas personales ("describiría el estado de sus finanzas personales en estos días como excelente, bueno, no tan bueno, o malo?")
3. El clima para comprar ("teniendo en cuenta el costo de las cosas hoy y sus finanzas personales, ¿diría que ahora es un momento excelente, un buen momento, un momento no tan bueno, o un mal momento para comprar las cosas que quiere y necesita? ")

El índice se obtiene restando la respuesta negativa de cada pregunta con una respuesta positiva. Los tres números resultantes se suman y se dividen por tres. El índice puede variar de 100 (cada uno es positivo en las tres medidas) a -100 (negativo en las tres medidas).

### Índice de Confianza del Consumidor Promedio

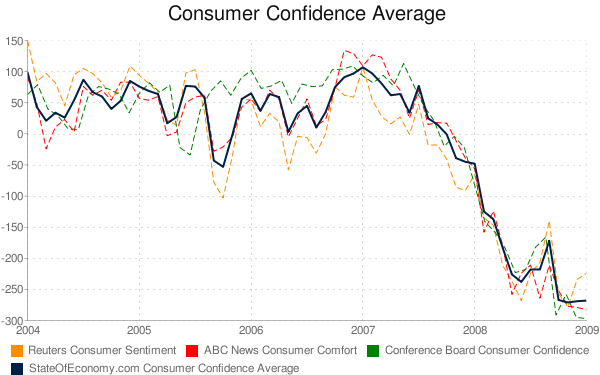
Índice de Confianza del Consumidor Promedio

El Índice de Confianza del Consumidor Promedio (CCAI) es un agregado mensual de los datos de tres de las principales encuestas nacionales sobre la confianza de los consumidores. Representa el promedio reescalado del índice de Confianza del Consumidor realizado por Conference Board, el índice de confianza del consumidor de la Universidad de Míchigan y del índice de Confort del consumidor de ABC News. CCAI es elaborado y publicado por StateOfEconomy.com.

#### Metodología de la CCAI
El CCAI tiene en cuenta los valores históricos de los tres índices a partir de enero de 2002. El valor 0 de la confianza del consumidor promedio representa el valor promedio de la media ponderada de los tres índices. El valor de +/- 100 de la confianza del consumidor promedio representa una desviación estándar del valor medio. El valor de +/- 200 de la confianza del consumidor promedio representa dos desviaciones estándar a partir del valor medio y así sucesivamente.

## Canadá
El Índice de Confianza del Consumidor de Canadá se ha estado realizando desde 1980. Está edificado a partir de las respuestas dadas a cuatro preguntas de actitud que representan una muestra aleatoria de los hogares canadienses. A los encuestados se les pide que den su opinión sobre la situación de su familia en términos financieros en el presente y a futuro, y las perspectivas de empleo a corto plazo. También se les pide evaluar si ahora es un buen o un mal momento para hacer un gasto importante, como una casa, un auto u otros bienes costosos.

## India
La importancia de un índice de confianza para los consumidores de un país como la India es evidente por el hecho de que el gasto en consumo representa más del 60% del PIB de la India. El Índice de Confianza del Consumidor de la CNBC TV18-Boston Analytics se deriva de una encuesta mensual a 10 000 encuestados dirigida a través de quince ciudades de la India; Delhi, Bombay, Calcuta, Chennai, Hyderabad, Bangalore, Ahmedabad, Chandigarh, Nagpur, Cochín, Jaipur, Lucknow, Bhubaneshwar, Patna y Visakhapatnam a través de entrevistas personales. La muestra tiene como objetivo primordial capturar a los principales contribuyentes del componente de consumo personal del PIB.

## Reino Unido
El Barómetro de la Confianza del Consumidor ha estado funcionando bajo el mismo formato en toda Europa desde principios de la década de 1970. GfK ha dirigido el Barómetro en el Reino Unido desde junio de 1995. La encuesta se lleva a cabo sobre una base mensual, en nombre de la Comisión Europea, que patrocina la misma investigación en todos los países miembros de la Unión Europea. El objetivo principal de esta investigación consiste en vigilar la confianza del público en general en la economía británica. Cada mes, la encuesta recoge los cambios en las finanzas personales, la situación económica en general, la inflación, el desempleo, el clima actual para comprar, el gasto del consumidor y su ahorro. Cada trimestre se realizan encuestas acerca de las compras de automóviles o inmuebles y las mejoras en el hogar. Los resultados del Barómetro se pueden obtener por una suscripción de 6 meses o de un año, que va desde mayo a abril.

## España
El ICC español se elabora desde 2004. El Instituto de Crédito Oficial (ICO) lo diseñó basando su cálculo en la metodología de Míchigan. Desde noviembre de 2011 es el Centro de Investigaciones Sociológicas (CIS) quien se encarga de su elaboración y publicación.
El ICC se elabora a partir de una encuesta mensual de opinión con aplicación telefónica de cuestionario estandarizado a una muestra representativa de la población residente en España. La muestra se compone de 1510 entrevistas a individuos mayores de 16 años, 1200 entrevistas se realizan a individuos con teléfono fijo y 310 entrevistas a individuos con teléfono móvil que no disponen de fijo. El procedimiento de muestreo es polietápico, con selección de las unidades primarias de muestreo (municipios) de forma aleatoria proporcional para cada una de las comunidades autónomas y de las unidades secundarias (hogares) de forma aleatoria de números de teléfono y de las unidades últimas (individuos) según cuotas cruzadas de sexo y edad. 
Con los teléfonos fijos, se lleva a cabo un muestreo estratificado por conglomerados. En cada estrato se procede a la selección aleatoria del número de teléfono de la vivienda a partir de los listados telefónicos disponibles y, a continuación, se seleccionan los individuos según cuotas cruzadas de sexo y edad así como de actividad (ocupados, parados e inactivos). Con los teléfonos móviles, se procede al marcado aleatorio de números (RDD) aplicándose en la selección de los individuos las mismas cuotas que en los teléfonos fijos. 
El ICC-CIS se publica el día 3 de cada mes o el primer día laborable siguiente en caso de ser festivo o fin de semana.

## Resto del Mundo
No ha habido ningún intento sistemático de seguir y medir la confianza del consumidor en todo el mundo. The Nielsen Global Consumer Confidence Index mide la confianza, las principales preocupaciones y hábitos de gasto de los consumidores por Internet en 54 países sobre la base de una media anual. El Índice se desarrolla sobre la base de la confianza de los consumidores en el mercado de trabajo, el estado de sus finanzas personales y la disposición a gastar. Es reproducida por la compañía Nielsen (Nielsen Customized Research). En abril de 2008 la encuesta incluyó las respuestas de 28.153 usuarios en línea.